# Теорема Дезарга

На малюнку два перспективні трикутники. Відповідні сторони трикутника після продовження перетинаються в точках, які лежать на прямій, що називається вісью перспективи. Прямі проведені через відповідні вершини трикутників перетинаються в точці, яка називається центром перспективи. Теорема Дезарга стверджує, що перша умова є необхідною і достатньою для другої умови.

В проєктивній геометрії теорема Дезарга, названа на честь Жерара Дезарга, стверджує: в проєктивному просторі два трикутники перспективно осьові тоді і тільки тоді, якщо вони перспективно центральні.
Позначимо три вершини одного трикутника (меншого розміру) a, b і c а іншого (більший) A, B і C.
Осьова перспектива є тоді і тільки тоді, якщо точки перетину ab і AB, bc і BC, ac і AC — розміщені на одній прямій, яка називається вісь перспективи.
Центральна перспектива є тоді і тільки тоді, якщо три лінії Aa, Bb і Cc — конкурентні в точці, яка називається центр перспективи.

## Формулювання
Якщо два трикутники розташовані на площині так, що прямі, які з'єднують відповідні вершини трикутників, проходять через одну точку, то три точки, в яких перетинаються продовження трьох пар відповідних сторін трикутників, лежать на одній прямій.
Обернене також істинне:
Якщо два трикутники розташовані на площині так, що три точки, в яких перетинаються продовження трьох пар відповідних сторін трикутників, лежать на одній прямій, то прямі, які з'єднують відповідні вершини трикутників, проходять через одну точку.

### Зауваження
- Ці дві теореми є двоїстими одна для одної, і іноді їх об'єднують у єдину теорему, яка формулюється так: «Два трикутники мають центр перспективи[1] тоді й лише тоді, коли вони мають вісь перспективи[2]».
- Теорема Дезарга виконується не у всіх проєктивних площинах. Площини, в яких теорема виконується, називають дезарговими. Наприклад, дійсна проєктивна площина — дезаргова, а площина Молтона — недезаргова.

## Історія
Дезарг ніколи не публікував цю теорему, але вона з'явилася в додатку під назвою Універсальний метод М. Дезарга для використання перспективи (Maniére universelle de M. Desargues pour practiquer la perspective) у практичному підручнику по використанню перспективи, опублікованому в 1648 його другом і учнем Авраамом Боссе (1602—1676).